# Тетратиоарсенат аммония
Тетратиоарсенат аммония — неорганическое соединение,
комплексная соль сульфидов аммония мышьяка
с формулой (NH4)3AsS4,
бесцветные кристаллы.

## Получение
- Растворение сульфида мышьяка(V) в сульфиде аммония при умеренном нагревании:

{\displaystyle {\mathsf {As_{2}S_{5}+3(NH_{4})_{2}S\ \xrightarrow {T} \ 2(NH_{4})_{3}AsS_{4}}}}

## Физические свойства
Тетратиоарсенат аммония образует бесцветные кристаллы, которые, со временем, желтеют.
Растворяется в горячем этаноле.

## Химические свойства
- Разлагается при нагревании:

{\displaystyle {\mathsf {2(NH_{4})_{3}AsS_{4}\ \xrightarrow {T} \ As_{2}S_{3}+2S+3(NH_{4})_{2}S}}}